# مسل تك
مسل تك (بالإنجليزية: MuscleTech)‏ هي علامة تجارية للمكملات الغذائية، يتم تسويقها من قبل شركة يوفيت للعلوم الصحية، والتي تشمل هيدروكسيكت. كانت مملوكة لشركة كير القابضة الكندية التي استحوذت عليها شركة شيوانغ للمواد الغذائية، وهي شركة صينية، مقابل 584 مليون دولار في عام 2016.

## وصلات خارجية
- الموقع الرسمي